# Поліщук Анатолій Олександрович
Анато́лій Олекса́ндрович Поліщу́к (8 серпня 1974 — 12 лютого 2015) — сержант Збройних сил України, учасник російсько-української війни.

## Життєвий шлях
Під час Євромайдану стояв на блокпосту неподалік Маньківки — завертав автобуси з «тітушками». З квітня 2014-го подавав заявки в батальйон «Донбас», ходив по повістку до військкомату, йому скрізь відмовляли, просили ще чекати. У серпні 2014-го забрали в батальйон «Донбас»; командир відділення. У зону бойових дій потрапив у січні 2015-го. Спочатку був біля Бахмутки, потім в Артемівську; супроводжував колони, які вивозили дітей.
12 лютого 2015-го бійці батальйону зайшли в село Логвинове, що лежить на трасі Дебальцеве — Артемівськ, для проведення «зачистки» територій від залишків незаконних збройних формувань та виявили в лісосмузі танки противника. Внаслідок штурму в село по центру вдалося увійти лише 2 ротам 30-ї бригади, бійці якої взялися встановлювати контроль над Логвиновим, зазнаючи втрат. Контроль над Логвиновим встановити не вдалося — дії військовиків були скуті ударами ворожої артилерії, підрозділ десантників 79-ї бригади (мав синхронно увійти в село з флангу) потрапив під танковий обстріл; загін же 24-ї бригади взагалі не дістався Логвинового.
Загинув у бою за Логвинове. Тоді ж полягли Андрій Браух, Андрій Камінський, Ігор Марквас, Роман Мельничук, Володимир Панчук, Володимир Самоленко, Володимир Суслик, Микола Сущук, Володимир Шульга.
Три мертвих за одного живого — так «виміняли» тіло Анатолія добровольці батальйону «Донбас» у терористів.
Без батька лишилось двоє дітей.
Похований в селі Родниківка.

## Нагороди та вшанування
- Указом Президента України № 270/2015 від 15 травня 2015 року — орденом «За мужність» III ступеня (посмертно)[1]